# Джордж Бидъл
Джордж Уелс Бидъл (на английски: George Wells Beadle) е американски генетик. През 1958 г. получава, заедно с Едуард Тейтъм, Нобелова награда за физиология или медицина за откритието на ролята на гените в регулирането на биохимичните процеси в клетките.

## Биография
Бидъл е роден на 22 октомври 1903 г. в Уаху, Небраска. През 1926 г. получава бакалавърска степен по агрономство в Университета на Небраска, а през 1931 г. защитава докторска дисертация в областта на генетиката в Университета Корнел. След това работи в Калифорнийския технологичен институт, Харвардския университет и Станфордския университет. През този период той помага за развиването на техниката за трансплантиране на чужди клетки в ларви на мухи, и заедно с биохимика Тейтъм изследва връзката между цвета на очите им и гените. През 1941 г. предлага хипотезата, че даден ген определя отделен ензим, а не цял набор от характеристики.
През 1946 г. Джордж Бидъл постъпва на работа в един от първите в света отдели по молекулярна биология в Калифорнийския технологичен институт. През 1961 – 1968 г. е президент на Чикагския университет. След оттеглянето си от този пост се връща към изследователска дейност, която продължава до края на 70-те години, когато заболяването му от болестта на Алцхаймер прави работата му невъзможна.
Джордж Бидъл умира на 9 юни 1989 г. в Чикаго.
1. ↑  George Beadle – Biographical //   Нобелова фондация. Посетен на 8 януари 2019 г.
2. ↑  www.dnaftb.org
3. 1 2 3 4  George Wells Beadle //   Посетен на 9 октомври 2017 г.